# Zaur Tağızadə
Zaur Tağızadə (21 febbraio 1979) è un ex calciatore azero, di ruolo attaccante.

## Carriera

### Club
Ha giocato nella massima serie del campionato azero, estone e islandese.

### Nazionale
Debutta nel 1997 con la Nazionale azera, giocando 39 partite fino al 2008.